# العاربة (الحيمة الداخلية)

تعديل مصدري - تعديل

العاربة هي إحدى قرى عزلة بني يوسف بمديرية الحيمة الداخلية التابعة لمحافظة صنعاء، بلغ تعداد سكانها 152 نسمة حسب تعداد اليمن لعام 2004.